# Niki Sullivan
Niki Sullivan (ur. 23 czerwca 1937, zm. 6 kwietnia 2004 w Sugar Creek, Missouri) – amerykański gitarzysta rockowy.

## Życiorys
Był gitarzystą i wokalistą wspomagającym w zespole Buddy Holly'ego The Crickets, brał udział w nagraniach przebojów grupy, m.in. "That'll Be The Day", "Oh Boy!", "Maybe Baby". W 1958, krótko przed Hollym, opuścił zespół i próbował kariery solowej przy współpracy z wytwórnią Dot Records. Nie odniósł sukcesów, nie udało mu się także stworzyć znaczącej grupy muzycznej (zakładał zespoły The Plainsmen i The Hollyhawks).
Zmarł na zawał serca.